# Pierre Whalon

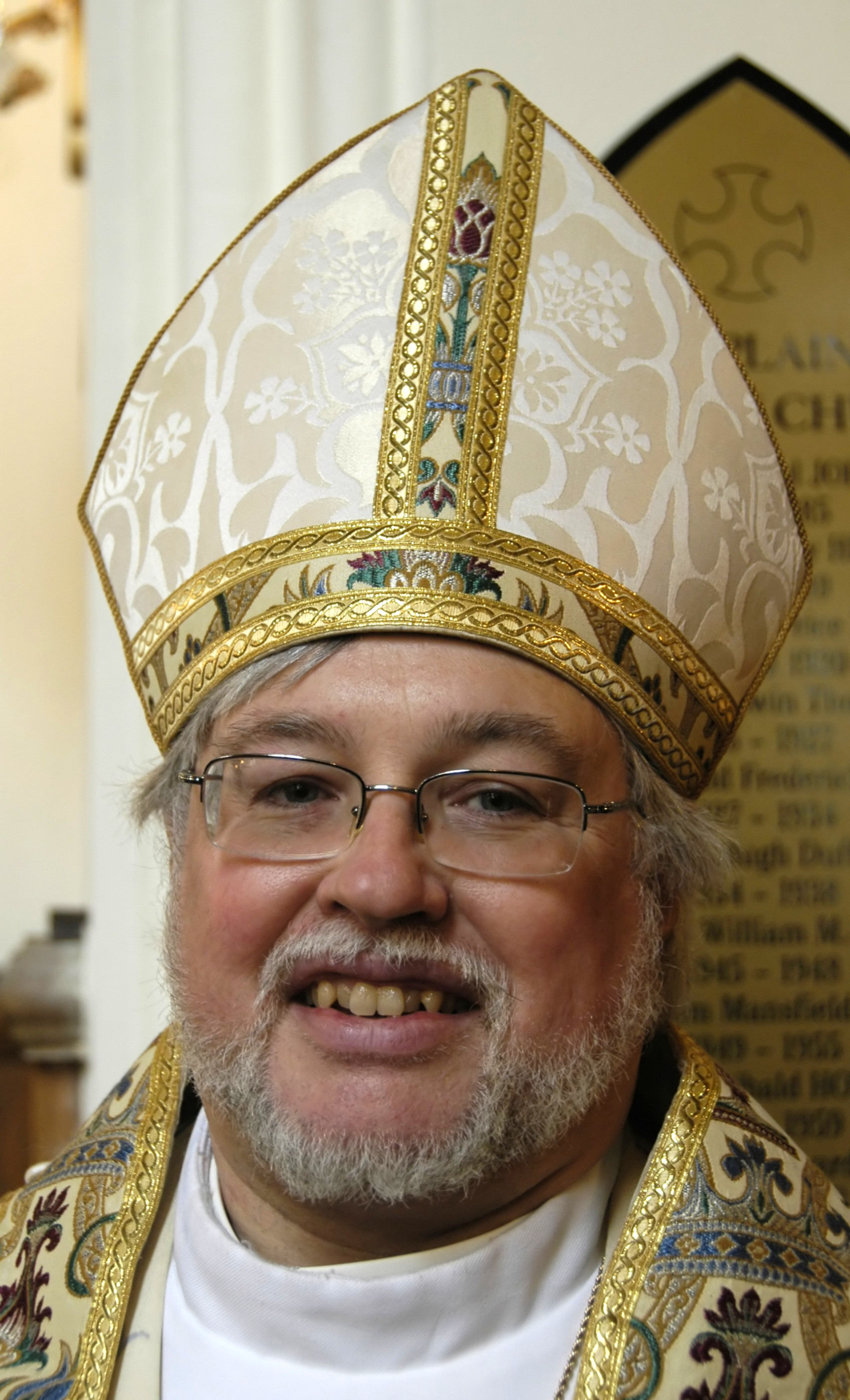
Bischof Pierre Whalon, Christ Church Vienna, Wien-Landstraße

Pierre Welté Whalon (* 12. November 1952 in Newport (Rhode Island)) ist Bischof der Convocation of American Churches in Europe.
Whalon studierte Musik und Philosophie. 1972 schloss er als Bachelor sein Philosophiestudium in Caen ab. 1974 folgte ein Bachelor in Musik der Boston University. Weitere musikalische Studien folgten. 1977 schloss er an der  Schola Cantorum in Paris mit einem Diplom in Harmonielehre und Kontrapunktstudien ab. Dem schloss sich dann ein Master in Kirchenmusik der Duquesne University 1981 an.
1985 beendete Whalon sein Theologiestudium am Virginia Theological Seminary als Master of Divinity. Im gleichen Jahr  wurde er zum Diakon geweiht. Im Dezember des gleichen Jahres empfing er die Priesterweihe. Nach verschiedenen pastoralen Stationen in den USA, wurde Whalon von der Convocation zum Bischof gewählt. Konsekriert wurde er im November 2001 durch Frank Tracy Griswold sowie John W. Howe und Jeffrey William Rowthorn in der Kirche St. Paul’s-within-the-Walls in Rom.
Sein Bischofssitz ist die American Cathedral in Paris.
Ebenso übt Whalon das Amt eines Assistenzbischofs im Katholischen Bistums der Alt-Katholiken in Deutschland aus.
Bischof Whalon schreibt für verschiedene Print- und Online-Medien, unter anderem veröffentlichte er eine Reihe von Artikeln in Tribune 2000, einer liberalen römisch-katholische Zeitschrift.
Whalon hat sowohl die US-amerikanische als auch die französische Staatsangehörigkeit. Verheiratet ist er seit 1980 mit Melinda Jane McCulloch, mit der er die 1988 geborene Tochter Marie-Noëlle hat. Beide verbindet ein kirchenmusikalisches Interesse.